# Sloveens-Kroatisch grensgeschil
Het Sloveens-Kroatisch grensgeschil is een in 1991 ontstane oneinigheid tussen de landen Slovenië en Kroatië over het verloop van de onderlinge grens.

## Ontstaan

Overzicht van de moeilijkheden omtrent het grensgschil

Vóór 1991 waren Kroatië en Slovenië deelstaten van Joegoslavië; binnen het land waren deelstaatgrenzen niet zo belangrijk als erna, omdat de verheffing ervan tot landsgrenzen leidt tot andere rechtsgelding. Als belangrijkste geschilpunt geldt de Baai van Piran, waarvan de verdeling tussen de Joegoslavische deelstaten nooit was vastgelegd. Kroatië beweert dat de grens recht door de baai loopt; dit is de regel volgens artikel 15 van UNCLOS. Slovenië eist de gehele baai op, en bovendien nog een verbindingsstrook, omdat het anders geen vrije toegang heeft tot de internationale wateren; met name de Sloveense vissers en waterpolitie hebben hier last van. Kroatië zou de scheepvaart van en naar Slovenië kunnen dwarsbomen, terwijl het Sloveense verkeer in het Joegoslavische tijdperk nog ongehinderd de internationale wateren kon bereiken.
Op het vasteland zijn er ook enkele grensvraagstukken.

## Belemmering
Slovenië, dat sinds 1 mei 2004 lid is van de Europese Unie, blokkeerde op 18 december 2008 de EU-toetredingsonderhandelingen met Kroatië. Ivo Sanader, de premier van Kroatië, sprak van chantage en antwoordde hierop kwaad: Wij zullen ons lidmaatschap van de EU niet met grondgebied kopen. Om toe te kunnen treden tot de EU, moet elke lidstaat instemmen met de nieuwkomer, en zodoende kon Slovenië verhinderen dat Kroatië lid werd.
Op 1 juli 2013 kon Kroatië alsnog toetreden tot de Europese Unie, ofschoon de grenskwestie nog niet opgelost was; beide staten hadden echter toegezegd een vreedzame oplossing te zullen zoeken.

## Bemiddeling
Kroatië wilde het geschil voorleggen aan het Internationaal Gerechtshof, maar daarbij stelt het volgens Slovenië 'onmogelijke voorwaarden'. Daarop benaderde Olli Rehn de Nobelprijswinnaar voor de vrede Martti Ahtisaari om de ruzie bij te leggen.
Op 4 november 2009 sloten de regeringen van beide staten een arbitrage-overeenkomst, die voorzag in de oprichting van een arbitragetribunaal in Den Haag dat regelmatig bijeen zou komen. 
Beide staten zijn lid van de Europese Unie en de NAVO, waardoor een vreedzame oplossing in de rede ligt, hoewel de besprekingen die op grond van die overeenkomst plaatsvonden moeizaam verliepen en ook onderlinge wrijving opleverden. In 2017 deed het arbitragetribunaal uitspraak, in het voordeel van Slovenië. Kroatië reageerde zeer ontevreden. 